# 이세 다카오
이세 다카오(일본어: 伊勢 孝夫, 1944년 12월 18일 ~ )는 일본의 전 프로 야구 선수이자 야구 해설가·평론가이며, 야구 지도자이다.

## 인물
효고현 산다시 출신으로 산다가쿠엔 고등학교를 졸업한 후 1963년 긴테쓰 버펄로스에 입단하여 1루수로 활약했는데 1군 경기의 첫 출전은 프로 5년째인 1967년이였다. 1969년에는 16홈런, 1971년에는 개인 최다인 28홈런을 기록했고, 1977년에는 마스카와 마이쿠와의 맞트레이드로 야쿠르트 스왈로스에 이적, 1980년에 선수 생활을 은퇴했다.
이후 야쿠르트(1981년 ~ 1986년, 1989년 ~ 1995년)의 타격 코치, 1987년에는 히로시마 도요 카프의 1군 외야 수비 주루 코치, 1988년 히로시마의 1군 타격 코치를 역임했다. 1989년부터 1995년까지 야쿠르트 타격 코치로 있을 당시에는 노무라 가쓰야 감독의 지휘 하에 팀의 세 차례의 리그 우승, 두 차례의 일본 시리즈 우승을 이끌었다. 1996년, 사사키 교스케 감독의 요청에 의해 현역 시절 친정팀이었던 긴테쓰 버펄로스의 수석 코치 겸 타격 코치로 발탁되어 사사키 감독의 퇴임 이후에도 2000년에는 수석 코치, 2001년은 수석 코치 겸 타격 코치로 부임하여 같은해 팀은 12년 만에 리그 우승을 제패했다. 2002년부터는 긴테쓰의 편성 본부장을 맡았고, 2005년은 오릭스 버펄로스의 조사 담당을 맡았다.
2006년 시즌 종료 후 야쿠르트 코치 시절에 데이터 분석의 실력을 인정받아 요미우리 자이언츠의 타격 코치로 부임, 당시 일본 프로 야구 전체 12개 구단 중 최악이었던 팀 타율을 1위로 끌어 올리는 등 요미우리가 5년 만에 리그 우승을 이끄는 데 기여를 했지만 요미우리의 선수 중 30개가 넘는 홈런을 기록한 선수가 4명이 있었음에도 불구하고 일본 시리즈 진출을 결정 짓는 플레이오프 경기인 클라이맥스 시리즈의 성적 부진을 이유로 우치다 준조 코치와 함께 계약이 해제됨과 동시에 코치직을 사임했다. 2007년 시즌 종료 뒤 도쿄 야쿠르트 스왈로스의 코치로 부임하는 오타 다쿠지를 대신해서 KBO 리그 팀인 SK 와이번스의 타격 코치로 임명, 당초에는 1군을 담당해 왔지만 2009년 7월에는 팀 타선의 부진에 의해 당시 2군 종합 코치였던 쇼다 고조와 교체되는 등 2군으로의 배치 전환이 되면서 2009년 시즌 종료까지 SK의 코치를 맡았다.
2010년부터 ‘TwellV 프로 야구 중계’의 야구 해설 위원을 맡는 것 외에도 도쿄 스포츠의 전속 평론가로 활동해 야구와 관련된 기고를 하고 있었고 5월 23일부터는 야쿠르트 타격진의 재건에 의해 도쿄 야쿠르트 스왈로스의 타격 어드바이저로 활동했다. 평론 활동을 겸한 지도로 간토 지구의 한정으로 2군을 포함하여 담당했고, 8월 1일부터 정식으로 1군과 2군을 순회하는 타격 코치로 부임했다.
2011년부터는 야쿠르트의 1군 종합 코치로 발탁되었다. 이후 2015년 시즌을 끝으로 계약만료로 퇴단했다. 2016년부터는 오사카 관광 대학 야구부의 베이스볼 어드바이저를 맡는 한편, 쇼치쿠 예능과 매니지먼트 계약을 맺고, 야구 해설자·평론가로서도 활동하고 있다.

## 출신 학교
- 산다가쿠엔 고등학교

## 선수 경력
- 긴테쓰 버펄로스(1963년 ~ 1976년)
- 야쿠르트 스왈로스(1977년 ~ 1980년)

## 지도자 경력
- 야쿠르트 스왈로스 타격 코치(1981년 ~ 1986년, 1989년 ~ 1995년)
- 히로시마 도요 카프 타격 코치(1987년 ~ 1988년）
- 오사카 긴테쓰 버펄로스 타격 코치(1996년 ~ 2001년)
- 요미우리 자이언츠 타격 코치(2007년)
- SK 와이번스 타격 코치(2008년 ~ 2009년)
- 도쿄 야쿠르트 스왈로스 1군·2군 순회 코치(2010년)
- 도쿄 야쿠르트 스왈로스 1군 종합 코치(2011년 ~ 2015년)

## 개인 기록
- 통산 1000경기 출장(1978년 10월 3일) ※205번째.

## 등번호
- 55(1963년 ~ 1967년)
- 36(1968년)
- 9(1969년 ~ 1976년)
- 37(1977년 ~ 1978년)
- 10(1979년 ~ 1980년)
- 78(1981년 ~ 1986년, 1989년 ~ 1999년)
- 79(1987년 ~ 1988년)
- 82(2000년 ~ 2001년)
- 71(2007년)
- 81(2008년 ~ 2015년)

## 연도별 성적
| 연도        | 소속        | 경 기 | 타 석 | 타 수 | 득 점 | 안 타 | 2 루 타 | 3 루 타 | 홈 런 | 루 타 | 타 점 | 도 루 | 도루 실패 | 희생 번트 | 희생 플라이 | 볼 넷 | 고의 사구 | 死 구 | 삼 진 | 병 살 타 | 타 율 | 출 루 율 | 장 타 율 | O P S |
| ----------- | ----------- | ----- | ----- | ----- | ----- | ----- | ------- | ------- | ----- | ----- | ----- | ----- | --------- | --------- | ----------- | ----- | --------- | ----- | ----- | -------- | ----- | -------- | -------- | ----- |
| 1967년      | 긴테쓰      | 27    | 32    | 32    | 0     | 3     | 1       | 0       | 0     | 4     | 0     | 0     | 0         | 0         | 0           | 0     | 0         | 0     | 12    | 0        | .094  | .094     | .125     | .219  |
| 1968년      | 긴테쓰      | 98    | 200   | 188   | 16    | 48    | 7       | 2       | 1     | 62    | 14    | 8     | 2         | 1         | 1           | 8     | 0         | 2     | 36    | 4        | .255  | .291     | .330     | .621  |
| 1969년      | 긴테쓰      | 105   | 308   | 280   | 32    | 73    | 8       | 2       | 16    | 133   | 53    | 2     | 3         | 4         | 1           | 18    | 1         | 5     | 32    | 11       | .261  | .316     | .475     | .791  |
| 1970년      | 긴테쓰      | 100   | 291   | 269   | 19    | 64    | 13      | 2       | 4     | 93    | 26    | 5     | 1         | 8         | 1           | 12    | 0         | 1     | 50    | 4        | .238  | .272     | .346     | .618  |
| 1971년      | 긴테쓰      | 112   | 400   | 365   | 49    | 84    | 7       | 1       | 28    | 177   | 64    | 8     | 8         | 0         | 4           | 26    | 2         | 5     | 47    | 12       | .230  | .288     | .485     | .772  |
| 1972년      | 긴테쓰      | 117   | 411   | 374   | 48    | 96    | 18      | 0       | 14    | 156   | 48    | 10    | 10        | 8         | 2           | 25    | 1         | 2     | 39    | 9        | .257  | .305     | .417     | .722  |
| 1973년      | 긴테쓰      | 93    | 255   | 238   | 32    | 63    | 12      | 1       | 7     | 98    | 23    | 3     | 3         | 1         | 1           | 15    | 0         | 0     | 36    | 4        | .265  | .307     | .412     | .719  |
| 1974년      | 긴테쓰      | 74    | 92    | 81    | 11    | 15    | 2       | 0       | 4     | 29    | 10    | 0     | 0         | 0         | 1           | 9     | 1         | 1     | 18    | 1        | .185  | .272     | .358     | .630  |
| 1975년      | 긴테쓰      | 78    | 241   | 217   | 28    | 61    | 7       | 2       | 7     | 93    | 30    | 1     | 1         | 5         | 1           | 17    | 1         | 1     | 26    | 5        | .281  | .335     | .429     | .763  |
| 1976년      | 긴테쓰      | 66    | 122   | 113   | 11    | 23    | 1       | 0       | 5     | 39    | 13    | 0     | 0         | 0         | 0           | 9     | 1         | 0     | 27    | 4        | .204  | .262     | .345     | .607  |
| 1977년      | 야쿠르트    | 58    | 67    | 66    | 2     | 18    | 1       | 0       | 1     | 22    | 11    | 1     | 0         | 0         | 0           | 1     | 0         | 0     | 16    | 2        | .273  | .284     | .333     | .617  |
| 1978년      | 야쿠르트    | 73    | 73    | 61    | 4     | 16    | 0       | 0       | 2     | 22    | 16    | 0     | 0         | 0         | 0           | 10    | 1         | 2     | 6     | 2        | .262  | .384     | .361     | .744  |
| 1979년      | 야쿠르트    | 35    | 36    | 35    | 2     | 5     | 0       | 0       | 1     | 8     | 5     | 0     | 0         | 0         | 0           | 1     | 0         | 0     | 9     | 0        | .143  | .167     | .229     | .395  |
| 1980년      | 야쿠르트    | 6     | 6     | 6     | 0     | 1     | 0       | 0       | 0     | 1     | 0     | 0     | 0         | 0         | 0           | 0     | 0         | 0     | 3     | 0        | .167  | .167     | .167     | .333  |
| 통산 : 14년 | 통산 : 14년 | 1042  | 2534  | 2325  | 254   | 570   | 77      | 10      | 90    | 937   | 313   | 38    | 28        | 27        | 12          | 151   | 8         | 19    | 357   | 58       | .245  | .295     | .403     | .698  |

- 1964년 ~ 1966년은 1군 출장 없음.